# Varese Sportiva 1941-1942
Questa voce raccoglie le informazioni riguardanti la Varese Sportiva nelle competizioni ufficiali della stagione 1941-1942.

## Organigramma societario
Area direttiva
- Presidente: Cav. Mario Mentasti

Area organizzativa
- Segretario: Rag. Giuseppe Gallenzi

Area tecnica
- Allenatore: Antonio Janni

## Rosa
| N. |                   | Ruolo | Calciatore       |
| -- | ----------------- | ----- | ---------------- |
|    | Italia (bandiera) | C     | Catullo Aletti   |
|    | Italia (bandiera) | A     | Ettore Allegri   |
|    | Italia (bandiera) | D     | Carlo Basaglia   |
|    | Italia (bandiera) | D     | Giordano Bonelli |
|    | Italia (bandiera) | P     | Pietro Bonetti   |
|    | Italia (bandiera) | A     | Ettore Borellini |
|    | Italia (bandiera) | A     | Tarcisio Camerin |
|    | Italia (bandiera) | C     | Enrico Cattaneo  |
|    | Italia (bandiera) | A     | Giuseppe Corti   |
|    | Italia (bandiera) | D     | Giuseppe Costa   |
|    | Italia (bandiera) | A     | V. Desini        |
|    | Italia (bandiera) | P     | Carlo Facchini   |

| N. |                      | Ruolo | Calciatore          |
| -- | -------------------- | ----- | ------------------- |
|    | Italia (bandiera)    | A     | Aldo Fossale        |
|    | Italia (bandiera)    | D     | Giuseppe Galimberti |
|    | Argentina (bandiera) | A     | Carlos Garavelli    |
|    | Italia (bandiera)    | A     | Ettore Mazzotti     |
|    | Italia (bandiera)    | A     | Alberto Molina      |
|    | Italia (bandiera)    | C     | Sergio Montipò      |
|    | Italia (bandiera)    | P     | Giuseppe Regalia    |
|    | Italia (bandiera)    | C     | Sergio Realini      |
|    | Italia (bandiera)    | A     | Ugo Rigamonti       |
|    | Italia (bandiera)    | C     | Oscar Santini       |
|    | Italia (bandiera)    | D     | Mario Simontacchi   |
|    | Italia (bandiera)    | A     | Giovanni Toscano    |

## Arrivi e partenze
| Acquisti | Acquisti         | Acquisti           | Acquisti          |
| -------- | ---------------- | ------------------ | ----------------- |
| A        | Ettore Allegri   | Cantù              | definitivo        |
| D        | Carlo Basaglia   | Pirelli            | militare a Varese |
| A        | Ettore Borellini | ???                | definitivo        |
| A        | Carlos Garavelli | Pavese Luigi Belli | definitivo        |
| A        | Giovanni Toscano | Juventus Domo      | definitivo        |

| Cessioni | Cessioni             | Cessioni           | Cessioni   |
| -------- | -------------------- | ------------------ | ---------- |
| .        | Catullo Aletti       | ???                | definitivo |
| .        | Luigi Ambrosini      | ???                | definitivo |
| .        | Ferruccio Baderna    | Aeronautica Macchi | definitivo |
| .        | Luigi Baggiani       | ???                | definitivo |
| D        | Giuseppe Ballerio    | Ambrosiana-Inter   | definitivo |
| .        | Carlo Bara           | ???                | definitivo |
| .        | Dante Beretta        | ???                | definitivo |
| .        | Antonio Bettinardi   | ???                | definitivo |
| C        | Aldo Biffi           | Gallaratese        | definitivo |
| .        | Gian Carlo Bonoldi   | ???                | definitivo |
| .        | Mario Brambilla      | ???                | definitivo |
| .        | Carlo Brogini        | Juventus Domo      | definitivo |
| .        | Riccardo Brudaglio   | ???                | definitivo |
| .        | Franco Brumana       | ???                | definitivo |
| .        | Vincenzo Cappelletti | ???                | definitivo |
| .        | Giacomo Cappello     | ???                | definitivo |
| A        | Corrado Cavazza      | Gallaratese        | definitivo |
| A        | Mario Ceriani        | Reggiana           | definitivo |
| .        | Luigi Civelli        | ???                | definitivo |
| A        | Carlo Clerici        | ???                | definitivo |
| .        | Luigi Colombo        | ???                | definitivo |
| .        | Giuseppe Costa       | ???                | definitivo |
| .        | Carlo Ermolli        | ???                | definitivo |
| P        | Gino Favini          | Pro Patria         | definitivo |
| .        | Giuseppe Ferrazzi    | ???                | definitivo |
| .        | Umberto Fiori        | ???                | definitivo |

| Cessioni | Cessioni           | Cessioni          | Cessioni          |
| -------- | ------------------ | ----------------- | ----------------- |
| .        | Giulio Gaggini     | ???               | definitivo        |
| .        | Costante Galli     | ???               | definitivo        |
| .        | Valerio Giobbi     | smette di giocare | definitivo        |
| .        | Giorgio Giuliani   | ???               | definitivo        |
| .        | Renato Giuliani    | ???               | definitivo        |
| .        | Agostino Gorla     | ???               | definitivo        |
| A        | Giovanni Greppi    | Ivrea             | definitivo        |
| .        | Franco Guidetti    | ???               | definitivo        |
| .        | Gian Carlo Longhi  | ???               | definitivo        |
| A        | Giulio Longhi      | Juventus Domo     | definitivo        |
| .        | Paolo Maccecchini  | ???               | definitivo        |
| .        | Carlo Mangano      | ???               | definitivo        |
| A        | Umberto Mattioni   | ???               | definitivo        |
| .        | Lodovico Mazzocchi | ???               | definitivo        |
| .        | Bruno Minazzi      | Scafatese         | prestito          |
| A        | Guido Mollica      | ???               | definitivo        |
| .        | Francesco Monti    | ???               | definitivo        |
| .        | Giuseppe Oldani    | ???               | definitivo        |
| .        | Cesare Riboni      | ???               | definitivo        |
| .        | Stefano Sardi      | ???               | definitivo        |
| D        | Giuseppe Turino    | Acqui             | prestito militare |
| .        | Ettore Vellani     | ???               | definitivo        |
| .        | Antonio Viero      | ???               | definitivo        |
| .        | Piero Zaninetti    | ???               | definitivo        |
| D        | Carlo Zonda        | ???               | definitivo        |

## Risultati

### Serie C

#### Girone C

##### Girone di andata
| Varese 26 ottobre 1941 1ª giornata | Varese | 1 – 1 referto | Vigevano |  |

| Milano 2 novembre 1941 2ª giornata | Redaelli | 1 – 2 referto | Varese |  |

| Varese 9 novembre 1942 3ª giornata | Varese | 4 – 2 referto | Legnano |  |

| Gallarate 16 novembre 1941 4ª giornata | Gallaratese | 3 – 1 referto | Varese |  |

| Lissone 23 novembre 1942 5ª giornata | Lissone | 0 – 3 referto | Varese |  |

| Varese 30 novembre 1942 6ª giornata | Varese | 4 – 0 referto | Caratese |  |

| Piacenza 7 dicembre 1941 7ª giornata | Piacenza | 3 – 3 referto | Varese |  |

| Varese 14 dicembre 1941 8ª giornata | Varese | 8 – 1 referto | Meda |  |

| Abbiategrasso 21 dicembre 1941 9ª giornata | Abbiategrasso | 1 – 2 referto | Varese |  |

| Varese 28 dicembre 1941 10ª giornata | Varese | 5 – 0 referto | Sparta Novara |  |

| Galliate 4 gennaio 1942 11ª giornata | Galliate | 1 – 3 referto | Varese |  |

| Varese 11 gennaio 1942 12ª giornata | Varese | 9 – 0 referto | Cantù |  |

| Seregno 18 gennaio 1942 13ª giornata | Seregno | 1 – 1 referto | Varese |  |

| Varese 25 gennaio 1943 14ª giornata | Varese | 4 – 0 referto | Como |  |

| Domodossola 1 febbraio 1942 15ª giornata | Juventus Domo | 0 – 5 referto | Varese |  |

##### Girone di ritorno
| Vigevano 15 febbraio 1942 16ª giornata | Vigevano | 2 – 0 referto | Varese |  |

| Varese 19 marzo 1942 17ª giornata | Varese | 4 – 1 referto | Redaelli |  |

| Legnano 1 marzo 1943 18ª giornata | Legnano | 3 – 3 referto | Varese |  |

| Varese 8 marzo 1943 19ª giornata | Varese | 2 – 2 referto | Gallaratese |  |

| Varese 15 marzo 1942 20ª giornata | Varese | 8 – 1 referto | Lissone |  |

| Carate Brianza 22 marzo 1942 21ª giornata | Caratese | 0 – 4 referto | Varese |  |

| Varese 29 marzo 1942 22ª giornata | Varese | 5 – 0 referto | Piacenza |  |

| Meda 26 aprile 1942 23ª giornata | Fogliano Meda | 0 – 5 referto | Varese |  |

| Varese 3 maggio 1942 24ª giornata | Varese | 2 – 1 referto | Abbiategrasso |  |

| Novara 10 maggio 1943 25ª giornata | Sparta Novara | 0 – 3 referto | Varese |  |

| Varese 17 maggio 1942 26ª giornata | Varese | 8 – 0 referto | Galliate |  |

| Cantù 24 maggio 1942 27ª giornata | Cantù | 0 – 2 referto | Varese |  |

| Varese 31 maggio 1942 28ª giornata | Varese | 5 – 1 referto | Seregno |  |

| Como 7 giugno 1942 29ª giornata | Como | 0 – 3 referto | Varese |  |

| Varese 14 giugno 1942 30ª giornata | Varese | 10 – 0 referto | Juventus Domo |  |

#### Girone finale B

##### Girone di andata
| Cuneo 5 luglio 1942 1ª giornata | Cuneo | 1 – 0 referto | Varese |  |

| Varese 12 luglio 1942 2ª giornata | Varese | 1 – 0 referto | Palermo-Juventina |  |

| Varese 19 luglio 1942 3ª giornata | Varese | 1 – 0 referto | Anconitana-Bianchi |  |

##### Girone di ritorno
| Varese 26 luglio 1942 4ª giornata | Varese | 4 – 1 referto | Cuneo |  |

| Palermo 2 agosto 1942 5ª giornata | Palermo-Juventina | 4 – 1 referto | Varese |  |

| Ancona 9 agosto 1942 6ª giornata | Anconitana-Bianchi | 1 – 0 referto | Varese |  |